# Roberto Simanowski
Roberto Simanowski (* 1963) ist deutscher Literatur- und Medienwissenschaftler und Gründer des Online-Journals für digitale Kunst und Kultur Dichtung-Digital.

## Leben
Simanowski studierte Deutsche Literatur und Geschichte an der Friedrich-Schiller-Universität Jena, wo er 1996 als Stipendiat der Studienstiftung des deutschen Volkes zur Unterhaltungsliteratur um 1800 promovierte. Er arbeitete 1997 bis 1998 als wissenschaftlicher Mitarbeiter an der Georg-August-Universität Göttingen im Sonderforschungsbereich Nationalität internationaler Literaturen, war Humboldt-Stipendiat an der Harvard University 1998 bis 2000 mit dem Forschungsprojekt „Cyberspace und Literatur“, Visiting Scholar an der University of Washington in Seattle 2001 bis 2002 sowie Gastprofessor am Institut für Medienwissenschaft der Friedrich-Schiller-Universität Jena 2002/2003. Von 2003 bis 2010 lehrte er deutsche Literatur und Kultur sowie digitale Ästhetik an der Brown University in Providence, Rhode Island. Von 2010 bis 2013 war er Professor für Medienwissenschaft an der Universität Basel und von 2014 bis 2017 an der City University of Hong Kong. 1999 gründete Simanowski dichtung-digital.de, ein Journal für Kunst und Kultur digitaler Medien, das er bis 2014 herausgab und das mit seinen 450 Beiträgen von über 100 Wissenschaftlern und Künstlern aus 20 Ländern die Entwicklung einer interdisziplinären, internationalen Verständigung zu ästhetischen und kulturellen Aspekten der digitalen Technologien entscheidend befördert hat. Simanowski lebt als Publizist in Berlin und Rio de Janeiro, seit 2020 ist er Distinguished Fellow of Global Literary Studies am Excellence-Cluster "Temporal Communities" der Freien Universität Berlin. Sein Buch Todesalgorithmus. Das Dilemma der künstlichen Intelligenz (Wien: Passagen Verlag 2020) erhielt den Tractatus-Preis für philosophische Essayistik 2020.

## Buchveröffentlichungen
- Die Verwaltung des Abenteuers. Massenkultur um 1800 am Beispiel Christian August Vulpius, Göttingen: Vandenhoeck & Ruprecht 1998. ISBN 978-3-525-20574-7
- Kulturelle Grenzziehungen im Spiegel der Literaturen: Nationalismus, Regionalismus, Fundamentalismus (Mitherausgeber), Göttingen: Wallstein Verlag 1998. ISBN 978-3-89244-327-8
- Europa – ein Salon? Beiträge zur Internationalität des literarischen Salons (Mitherausgeber), Göttingen: Wallstein Verlag 1999. ISBN 978-3-89244-370-4
- Digitale Literatur (Gastredaktion), Text & Kritik, Heft 152 (2001). ISBN 978-3-88377-684-2
- Literatur.digital. Formen und Wege einer neuen Literatur (Herausgeber), München: Deutscher Taschenbuch Verlag, Frühjahr 2002. ISBN 978-3-423-24302-5
- Interfictions. Vom Schreiben im Netz, Frankfurt am Main: Edition Suhrkamp Sommer 2002. ISBN 978-3-518-12247-1
- Transmedialität. Studien zu paraliterarischen Verfahren (Mitherausgeber), Göttingen: Wallstein-Verlag: 2006. ISBN 978-3-8353-0087-3
- Digitale Medien in der Erlebnisgesellschaft. Kultur – Kunst – Utopien, Reinbek bei Hamburg: Rowohlt, 2008. ISBN 978-3-499-55696-8
- Reading Moving Letters: Digital Literature in Research and Teaching. A Handbook (Mitherausgeber), Bielefeld: Transcript 2010. ISBN 978-3-8376-1130-4
- Digital Art and Meaning. Reading Kinetic Poetry, Text Machines, Mapping Art, and Interactive Installations, University of Minnesota Press 2011. ISBN 978-0-8166-6738-3
- Textmaschinen – Kinetische Poesie – Interaktive Installation. Zum Verstehen von Kunst in digitalen Medien, Bielefeld: Transcript 2012. ISBN 978-3-89942-976-3
- Data Love, Matthes & Seitz Berlin, Berlin 2014, ISBN 978-3-95757-023-9 (Englische Ausgabe: Columbia University Press 2018, ISBN 978-0-231-17726-9)
- Facebook-Gesellschaft, Matthes & Seitz Berlin, Berlin 2016, ISBN 978-3-95757-057-4 (Englische Ausgabe: Columbia University Press 2018, ISBN 978-0-231-18272-0).
- Abfall: Das alternative ABC der neuen Medien, Matthes & Seitz Berlin, Berlin 2017, ISBN 978-3-95757-381-0 (Englische Ausgabe: MIT Press 2018, ISBN 978-0-262-53627-1)
- Stumme Medien – Vom Verschwinden der Computer in Bildung und Gesellschaft, Matthes & Seitz Berlin, Berlin 2018, ISBN 978-3-95757-521-0
- The Death Algorithm and Other Digital Dilemmas, Cambridge, MA, London: MIT Press 2018 (CHOICE Award for outstanding academic titles 2019)[5]. ISBN 978-0-262-53637-0
- Sozialmaschine Facebook. Dialog über das politisch Unverbindliche, zusammen mit Ramón Reichert, Matthes & Seitz, Berlin 2019. ISBN 978-3-95757-756-6
- Todesalgorithmus. Das Dilemma der künstlichen Intelligenz, Wien: Passagen Verlag 2020 (ausgezeichnet mit dem Tractatus-Preis für philosophische Essayistik 2020).[6] ISBN 978-3-7092-0417-7.
- Digitale Revolution und Bildung. Für eine zukunftsfähige Medienkompetenz (Digital Revolution and Education. Towards a sustainable media literacy), Weinheim: Beltz 2021, 103 pp. ISBN 978-3-7799-6511-4
- Das Virus und das Digitale (The Virus and the Digital), Wien: Passagen Verlag 2021, 133 pp. ISBN 978-3-7092-0463-4
- Das Verschwinden von Raum und Zeit im Prozess ihrer Digitalisierung, Wien: Passagen Verlag 2023, 136 pp. ISBN 978-3-7092-0560-0